# 布济拉福雷
布济拉福雷（法語：Bouzy-la-Forêt，法語發音：[buzi la fɔʁɛ]）是法国卢瓦雷省的一个市镇，位于该省中南部，属于奥尔良区。

## 地理
布济拉福雷（47°51'5"N, 2°22'43"E）面积37.47 平方千米，位于法国中央-卢瓦尔河谷大区卢瓦雷省，该省份为法国中北部省份，北起埃松省，西北接厄尔-卢瓦省，西南接卢瓦-谢尔省，南至涅夫勒省和谢尔省，东临约讷省，东北接塞纳-马恩省。
与布济拉福雷接壤的市镇（或旧市镇、城区）包括：沙特努瓦、圣马丹达巴、茹德里河畔维埃耶迈松、布赖-圣艾尼昂。

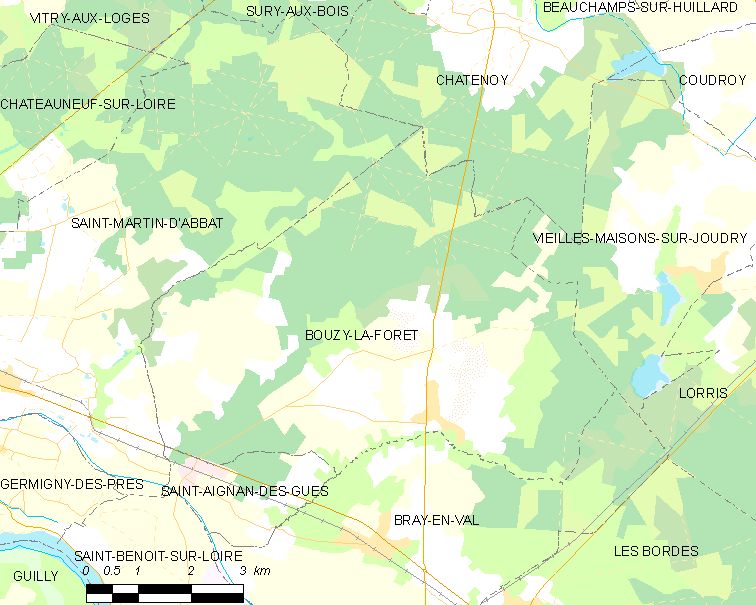
布济拉福雷的OSM定位图

布济拉福雷的时区为UTC+01:00、UTC+02:00（夏令时）。

## 行政
布济拉福雷的邮政编码为45460，INSEE市镇编码为45049。

## 政治
布济拉福雷所属的省级选区为卢瓦尔河畔新堡县。

## 人口

1962-2008年间布济拉福雷人口变化图示

布济拉福雷于2022年1月1日时的人口数量为1231人。